# Carla-de-Roquefort
Carla-de-Roquefort är en kommun i departementet Ariège i regionen Occitanien i södra Frankrike. Kommunen ligger  i kantonen Lavelanet som ligger i arrondissementet Foix. År 2022 hade Carla-de-Roquefort 166 invånare.

## Befolkningsutveckling
Antalet invånare i kommunen Carla-de-Roquefort
Referens: INSEE